# Rejon Birinczi Maj
Rejon Birinczi Maj (kirg. Биринчи Май району; ros. Первомайский район) – rejon w Kirgistanie w mieście wydzielonym Biszkek. W 2009 roku liczył 171 467 mieszkańców (z czego 47,1% stanowili mężczyźni) i obejmował 49 335 gospodarstw domowych.